# Calathella
Calathella es un género de hongos en la familia Marasmiaceae. Según el Dictionary of the Fungi (10 edición, 2008), el género contiene nueve especies que habitan en Europa y América del Norte. El género fue circunscrito por el micólogo inglés Derek Reid en 1964.

## Descripción
El género contiene hongos que producen pequeños cuerpos fructíferos cifeloides tubulares o en forma de copa. Los cuerpos fructíferos se caracterizan por pelos incrustados en la superficie con extremos redondeados, basidios uniformes (algo engrosados en la base), y esporas cuya forma varia entre elipsoidal a cilíndrica.